# Rochefort-du-Gard
Rochefort-du-Gard ist eine französische Gemeinde mit 8067 Einwohnern (Stand 1. Januar 2022) im Département Gard und in der Region Okzitanien.

## Lage
Rochefort-du-Gard ist eine der östlichsten Städte des Départements Gard. Mit 3403 Hektar hat sie die zweitgrößte Flächenausdehnung im Gemeindeverband Grand Avignon.
Nächstgrößere Stadt ist Avignon östlich der Gemeinde. Weitere nah gelegene Städte sind Orange im Norden, sowie Nîmes und Montpellier im Südwesten.

## Geschichte
Rochefort gehörte zur Diözese von Avignon, vorübergehend auch zur Viguerie Roquemaure und zur Diözese von Uzès.
Im 12. Jahrhundert besaß die Abtei Saint-André de Villeneuve-lès-Avignon in Rochefort das Priorat Sanctae Victoriae und die Pfarrkirche Sancti Bardulphi. Der Prior von Rochefort diente als Lieferant des Klosters.
Danach war Rochefort Sitz einer Baronie, die die Orte Domazan, Estézargues, Fournès, Pujaut, Saint-Hilaire-d'Ozilhan, Saze, Tavels und Valliguière umfasste. Das Priorat Saint-Bertulphe wurde 1410 mit der Pfarrkirche zur Notre-Dame de Rochefort zusammengelegt.

### Einwohnerentwicklung
| Jahr      | 1962 | 1968 | 1975 | 1982 | 1990 | 1999 | 2008 | 2017 |
| --------- | ---- | ---- | ---- | ---- | ---- | ---- | ---- | ---- |
| Einwohner | 783  | 910  | 1128 | 2018 | 4107 | 5821 | 6930 | 7532 |

## Sehenswürdigkeiten
- Kapelle Saint-Joseph (heutiges Rathaus)
- Castelas (Pfarrkirche)
- Pfarrkirche Saint Bardulphe
- Aquädukt Signargues
- Engelsbrunnen
- Heiligtum Notre Dame de Grâce

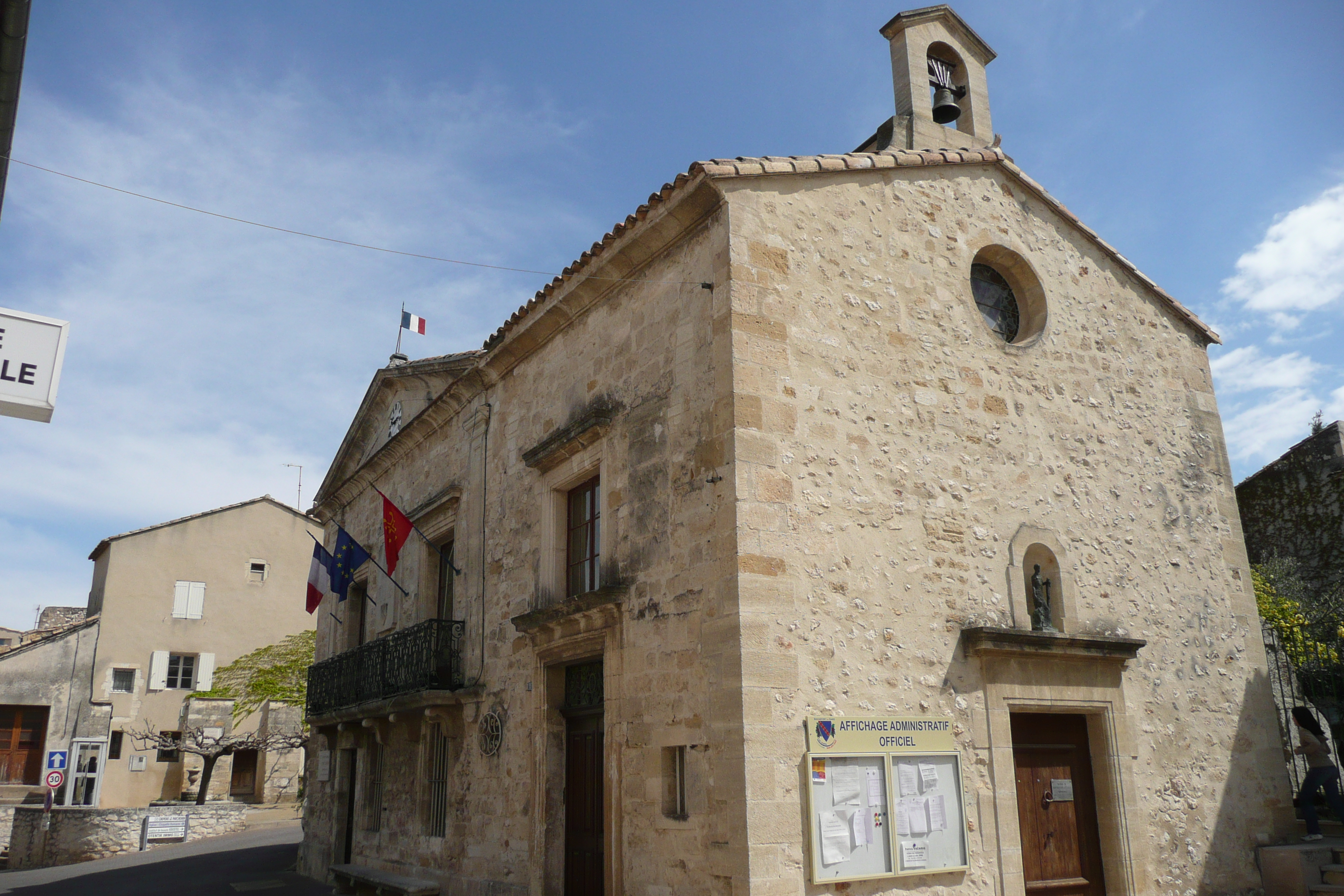
Alte Kapelle Saint Joseph, seit 1825 das Rathaus der Stadt
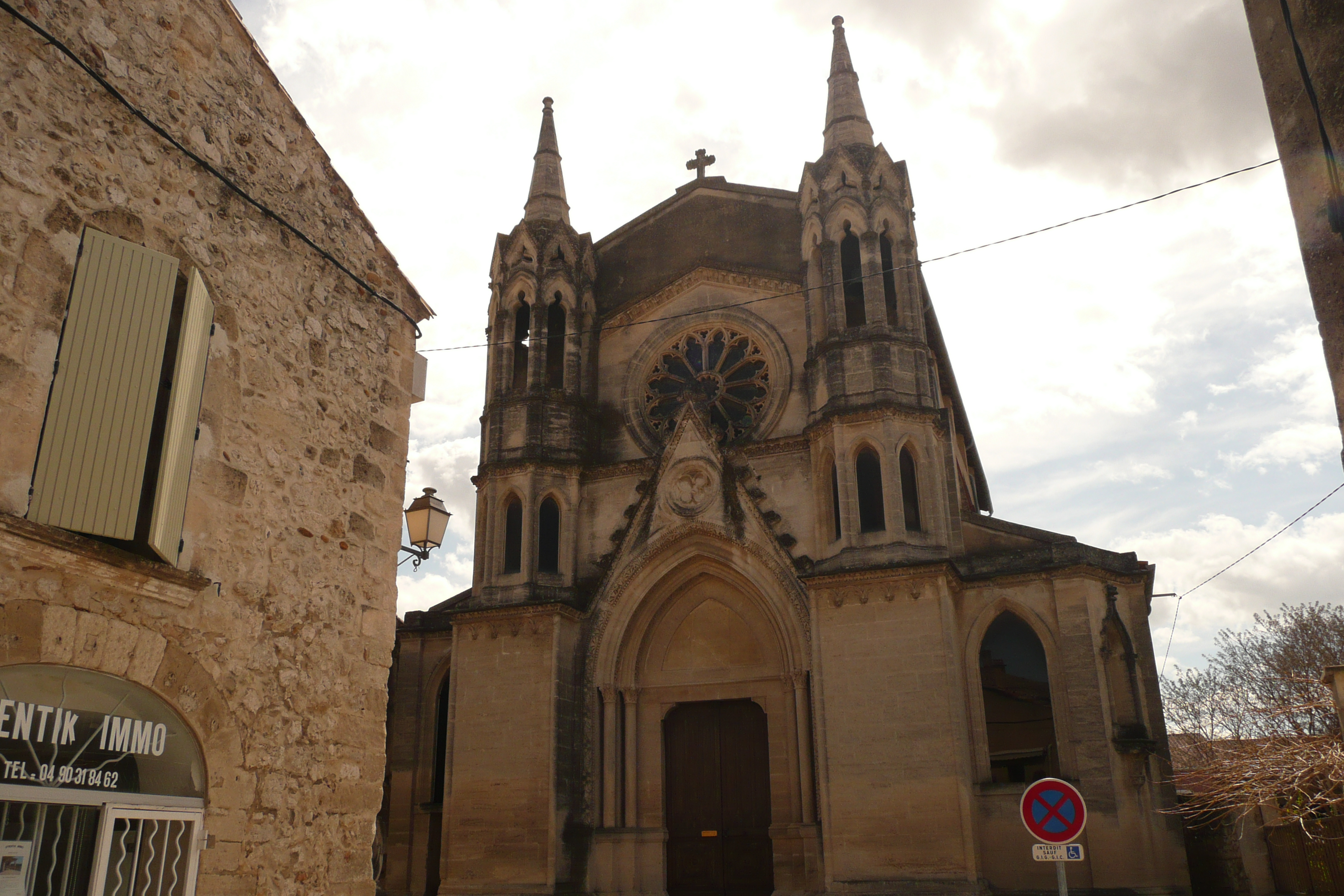
Pfarrkirche Saint Bardulphe
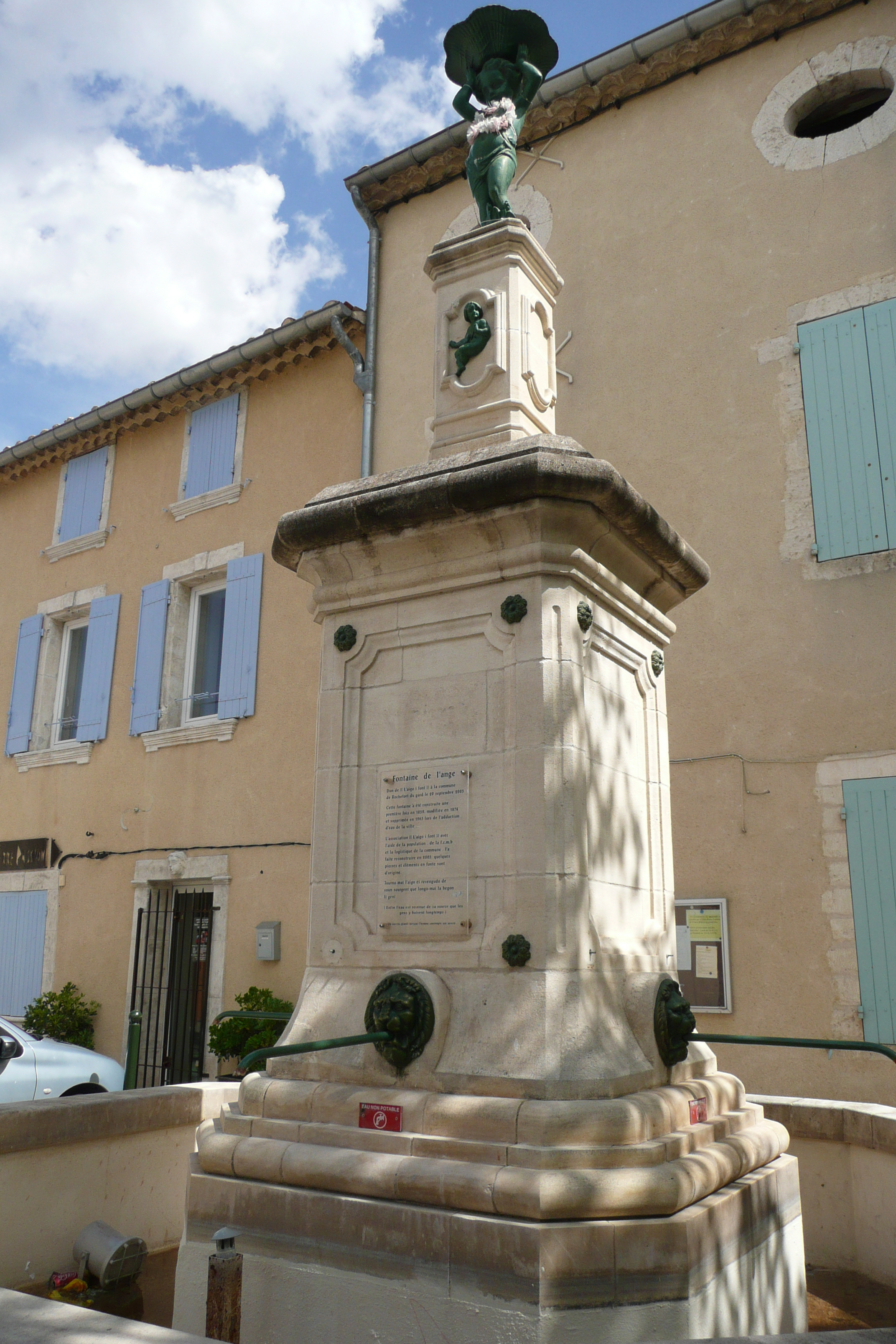
Engelsbrunnen
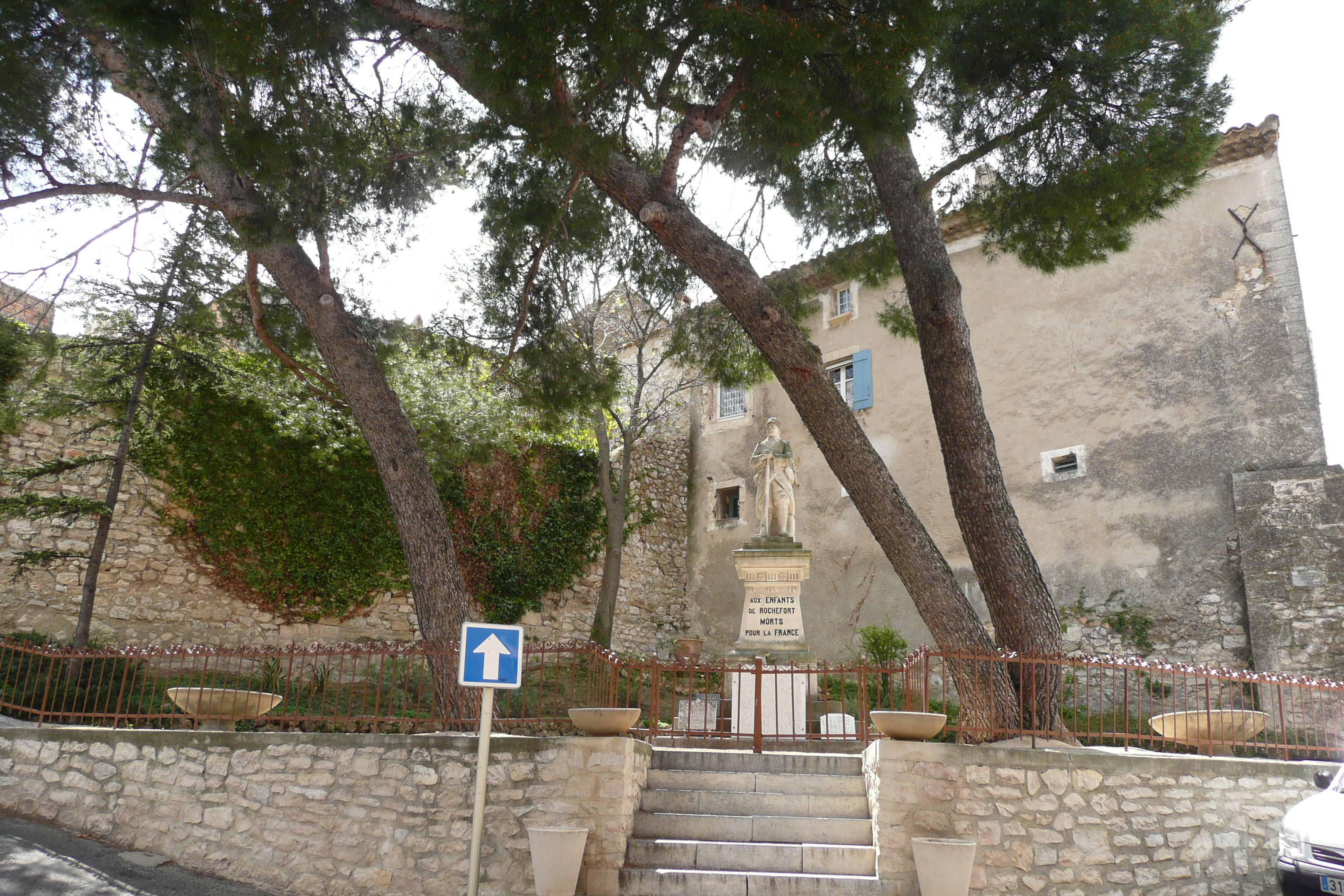
Garten von Notre-Dame-de-Grâce

## Wein
Auf dem Gebiet von Rochefort du Gard wird in langer Tradition Wein hergestellt. Die Weinbaugebiete sind Côtes du Rhône und Côtes du Rhône Villages sowie das neue Untergebiet Côtes du Rhône Villages Signargues.
Die Mehrzahl der Weinbauern ist in einer der Genossenschaft Les Vignerons du Castelas organisiert. Daneben gibt es einige unabhängige Weinbauern mit eigener Produktion:
- Château Terre Forte[3]
- Domaine de la Rouette[4]